# Peter J. Denning

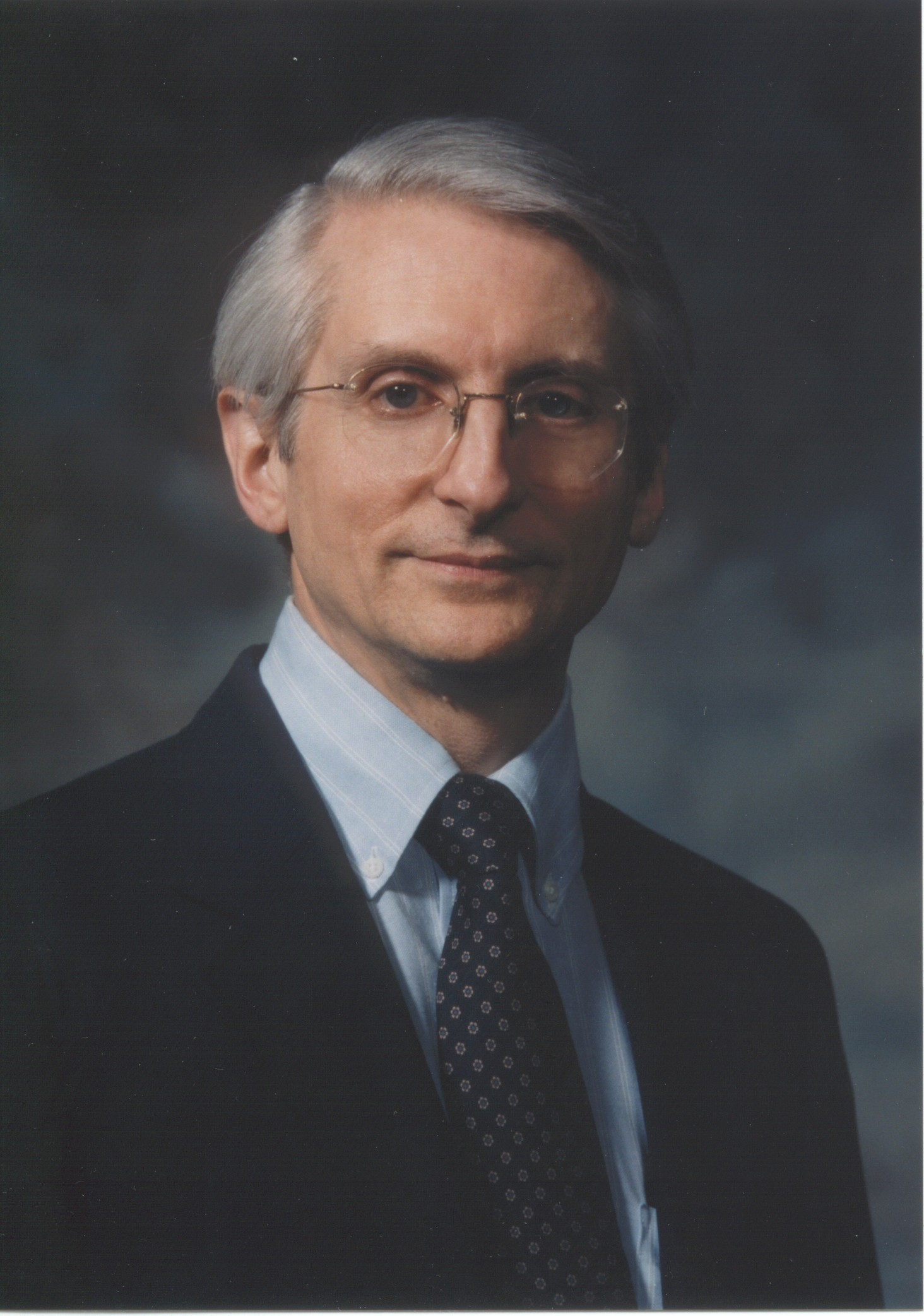
Peter J. Denning

Peter James Denning (* 6. Januar 1942 in New York City) ist ein US-amerikanischer Informatiker. Er war Hochschullehrer an mehreren Universitäten.

## Leben
Denning entwarf schon als Schüler Computer und stellte sie 1958 bis 1960 auf Science Fairs vor. Einer seiner Computer gewann dabei den Hauptpreis, er löste lineare Gleichungen und war aus Teilen von Flipperautomaten. Denning studierte Elektrotechnik am Manhattan College mit dem Bachelorabschluss 1964 und wurde 1968 am Massachusetts Institute of Technology (MIT) bei Jack Bonnell Dennis promoviert (Resource allocation in multiprocess computer systems). Am MIT war er am MAC (Multiple Access Computers) Projekt von Fernando José Corbató beteiligt und an der Entwicklung von Multics. Als Post-Doktorand war er an der Princeton University, wo er mit Alfred Aho und Jeffrey Ullman an Compiler-Algorithmen arbeitete und mit Edward G. Coffman ein Buch über Betriebssysteme schrieb. Ab 1972 war er Professor an der Purdue University. 1983 wechselte er an das NASA Ames Center und gründete dort das Research  Institute for Advanced Computer Science (RIACS). 1991 bis 2002 leitete er die Informatik-Fakultät der George Mason University und war dort Associate Dean und Vice Provost und Gründer des Center for the New Engineer, wo Online-Kurse entwickelt wurden. Seit 2002 leitete er die Informatik-Fakultät der Naval Postgraduate School in Monterey. Dort ist er Direktor des  Cebrowski Institute for Information Innovation.
Er ist besonders für Beiträge zur Verwaltung des Arbeitsspeicherbedarfs von Programmen bekannt (Einführung des Working Set als Arbeitsspeicherbedarf pro Zeiteinheit in seiner Dissertation 1968) mit Anwendung auf Seitenflattern (Thrashing) und einen Aufsatz von 1970 zur Klärung der Eigenschaften der (damals noch umstrittenen)  Virtuellen Speicherverwaltung. Außerdem veröffentlichte er über Betriebssysteme (mit einem einflussreichen Lehrbuch mit Edward G. Coffman), Warteschlangentheorie (Operationsanalyse von Warteschlangen in Netzwerken) und allgemeine Prinzipien der Informatik und Innovation. 1981 war er einer der Gründer von CSNET.
Er ist Fellow der Association for Computing Machinery (ACM), war Präsident der ACM und Herausgeber von deren Communications of the ACM und ACM Computing Surveys. 1984 wurde er zum Fellow der American Association for the Advancement of Science gewählt. Er ist Herausgeber des Online-Magazins der ACM Ubiquity.
1992 bis 1997 leitete er das ACM Digital Library Project. Für 2021 wurde Denning der Computer Pioneer Award zugesprochen. 2023 wurde er zum auswärtigen Mitglied der Academia Europaea gewählt.
1974 heiratete er die Informatikerin, Professorin und Expertin für Computersicherheit Dorothy E. Denning (* 1945).

## Schriften

### Aufsätze
- The working set model for program behavior. Communications of the ACM, Band 11, 1968, S. 323–333
- Thrashing, Proc. AFIPS (Fall Joint Computer Conference) 1968, Band 1, S. 915
- Working Sets Past and Present. IEEE Transactions on Software Engineering, Band SE-6, 1980, S. 64–84
- Virtual Memory, ACM Computing Surveys, Band 2, 1970, S. 153–189
- Fault Tolerant Operating Systems, ACM Computing Surveys, Band 8, 1976, S. 359–389.
- mit Jeff P. Buzen: The Operational Analysis of Queueing Network Models, ACM Computing Surveys, Band 10, 1978, S. 225–261
- mit Robert L. Brown: Operating Systems, Scientific American, September 1984
- Educating a new engineer, Communications of the ACM, Band 35, 1992, S. 82–97.
- Computing is a natural science, Communications of the ACM, Band 50, 1997, S.  13
- The Locality Principle, in: J. Barria (Hrsg.), Communication Networks and Systems, Imperial College Press 2006
- mit Peter Freeman: The profession of ITComputing's paradigm, Communications of the ACM, Band 52, 2009, S. 28.
- mit Fernando Flores, Peter Luzmore: Orchestrating coordination in pluralistic networks, Communications of the ACM, Band 53, 2010, Nr. 3,  S. 30.

### Bücher
- mit Ed Coffman: Operating Systems Theory. Prentice-Hall 1973
- mit Jack Dennis, Joe Qualitz: Machines, Languages, and Computation. Prentice-Hall 1978
- Herausgeber mit Bob Metcalfe: Beyond Calculation: The Next 50 Years of Computing. Copernicus Books 1997.
- mit Dorothy E. Denning: Internet Besieged, Countering Cyberspace Scofflaws, ACM Press 1997, ISBN 0-201-30820-7
- The Invisible Future: The Seamless Integration of Technology in Everyday Life, McGraw Hill 2001
- The Innovator’s Way.  Essential Practices for Successful Innovation, MIT Press 2010
- mit Craig Martell: Great principles of computing, MIT Press 2015